# Julien Féret
Julien Féret (* 5. Juli 1982 in Saint-Brieuc) ist ein französischer Fußballspieler. Der Mittelfeldspieler verbrachte seine Karriere im Heimatland und bestritt 339 Erstliga- und 158 Zweitligaspiele.